# 444. pěší brigáda (Libye)
444. pěší brigáda je vojenská bojová jednotka operující pod libyjskou Vládou národní jednoty (VNJ). Její sídlo je v Tripolisu a je známá svým strukturovaným velením a operacemi proti pašování, organizovanému zločinu a obchodování s lidmi. Brigáda operuje převážně v městských oblastech a jižních pouštních oblastech Libye.

## Střety a konflikty
444. pěší brigáda se zapojila do velkých střetů, které odrážejí křehkou bezpečnostní situaci v Libyi. V srpnu 2023 vypukly po zadržení velitele brigády Mahmúda Hamzy boje se Speciálními odstrašujícími silami (RADA), které si v Tripolisu vyžádaly více než 50 obětí.
V květnu 2025 brigáda vedla operace proti Stabilizační podpůrné službě (SPS) po atentátu na jejího vůdce Abda al-Ghaního Bilqásim Chalífy al-Kaklího. Tyto operace byly podporovány libyjským ministerstvem obrany, které později vyhlásilo plnou kontrolu nad spornými oblastmi Tripolisu.

## Struktura a vedení
Brigádě velí generálmajor Mahmúd Hamza. Působí v Tripoliské vojenské zóně, ale zachovává si značnou operační autonomii. Často koordinuje své aktivity s dalšími vládními jednotkami v rámci společných bezpečnostních misí.